# 钦戈利
钦戈利（義大利語：Cingoli），是意大利马切拉塔省的一个市镇。总面积147平方公里，人口10734人，人口密度73.0人/平方公里（2009年）。ISTAT代码为043012。